# Lisdoonvarna (cràter)
Lisdoonvarna és un cràter sobre la superfície de (951) Gaspra, situat amb el sistema de coordenades planetocèntriques a 16.5 ° de latitud nord i 358.1 ° de longitud est. Fa un diàmetre de 0.4 km. El nom va ser fet oficial per la UAI l'any 1994 i fa referència a Lisdoonvarna, una ciutat a Irlanda amb balneari.